# 离子源

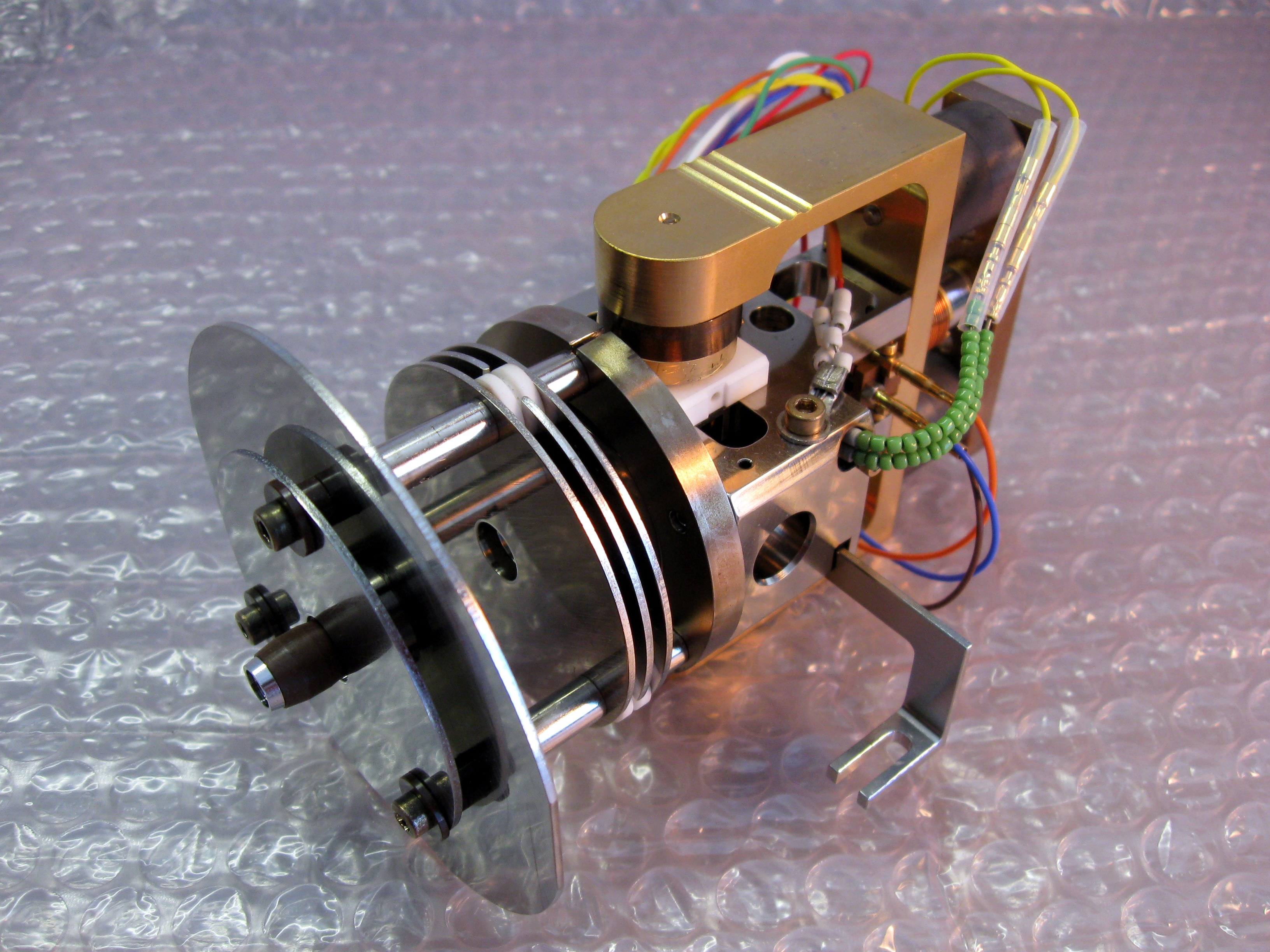
质谱仪EI/CI的离子源。

离子源是产生原子和分子离子的设备。离子源被用于质谱仪，光学发射光谱仪，粒子加速器，离子注入机和离子发动机形成离子。

## 参看
- 离子束（英语：Ion beam）